# Aschbach-Markt
Aschbach-Markt ist eine Marktgemeinde mit 3796 Einwohnern (Stand 1. Jänner 2025) im Bezirk Amstetten in Niederösterreich.

## Geografie
Aschbach-Markt liegt im Mostviertel in Niederösterreich etwa zehn Kilometer von der Bezirkshauptstadt Amstetten entfernt. Das Gemeindegebiet liegt im Tal der Url auf rund 300 Meter Seehöhe. Nach Norden steigt die Landschaft hügelig auf 400 Meter an, im Süden trennt ein etwa 40 Meter hoher Rücken die Gemeinde vom Ybbstal.

### Gemeindegliederung
Das Gemeindegebiet umfasst folgende sechs Ortschaften (in Klammern Einwohnerzahl Stand 1. Jänner 2025):
- Abetzberg (243) samt Burgersberg, Hauptmannsberg, Hochbruck, Hoserau, Kleinkienberg, Kreuzberg und Luft
- Aschbach-Dorf (405) samt Göstling, Gunnersdorf, Lahen und Riesing
- Aschbach-Markt (1726) samt Moderhackermühle und Neubrunnmühle
- Krenstetten (462) samt Besendorf, Graßlau und Hötzing
- Mitterhausleiten (666) samt Aukental, Dorf, Hackenöd, Hinterholz, Holz, Hundsheim, Lemberg, Lieglhof, Neufeld, Oberhausleiten, Schörghub, und Windfeld
- Oberaschbach (294) samt Edla, Feitzing, Fimbach, Fohra, Gerersdorf, Gobetzberg, Langholz, Linden, Samesbruck und Schmiedleiten

Die Gemeinde besteht aus den Katastralgemeinden Abetzberg, Aschbach Dorf, Aschbach Markt, Krenstetten, Mitterhausleiten und Oberaschbach.

### Nachbargemeinden
|           | Wallsee-Sindelburg                          | Oed-Oehling         |
| Wolfsbach | Kompassrose, die auf Nachbargemeinden zeigt | Amstetten           |
| Biberbach |                                             | Kematen an der Ybbs |

## Geschichte
Im Altertum war das Gebiet Teil der Provinz Noricum.
Zum ersten Mal wurde Aschbach als asbahe in der ins Jahr 823 datierten Urkunde Confirmatio Ludovici Pii erwähnt. Aschbach ist Urpfarre und die älteste Marktgemeinde im Bezirk Amstetten, die zur Zeit Herzog Leopolds VI. ihre Hochblüte erlebte.
Bei Brunnenbauarbeiten Ende des 19. Jahrhunderts wurde bei einer Tiefe von 4 Metern ein sogenannter Erdstall mit Schlupfen und Kammern gefunden. Der Erdstall wurde auch in neuerer Zeit weiter untersucht.
Laut Adressbuch von Österreich waren im Jahr 1938 in der Ortsgemeinde Aschbach-Markt ein Arzt, ein Tierarzt, ein Autolackierer, drei Bäcker, drei Bierniederlagen, zwei Binder, ein Brunnenbauer, ein Dachdecker, ein Devotionalienhändler, drei Fleischer, zwei Friseure, neun Gastwirte, acht Gemischtwarenhändler, ein Glaser, eine Hebamme, ein Holzhändler, ein Hutmacher, ein Kupferschmied, ein Lederhändler, eine Maler, zwei Maurermeister, ein Zimmermeister, ein Mechaniker, zwei Mühlen/Sägewerke, ein Pferdehändler, ein Radiohändler, ein Rauchfangkehrer, zwei Sattler, zwei Schlosser, drei Schmiede, sechs Schneider und sieben Schneiderinnen, fünf Schuster, ein Sodawassererzeuger, ein Spengler, drei Tischler, ein Uhrmacher, zwei Viehhändler, ein Wachszieher, ein Wagner und mehrere Landwirte ansässig. Weiters gab es im Ort ein Hotel, eine Molkereigenossenschaft und eine Sparkasse.
Krenstetten ist seit 1500 Wallfahrtsort.
In Aschbach-Markt befand sich bis 2014 eine Polizeiinspektion der österreichischen Polizei.

### Bevölkerungsentwicklung
| Aschbach-Markt: Einwohnerzahlen von 1869 bis 2025   | Aschbach-Markt: Einwohnerzahlen von 1869 bis 2025 | Aschbach-Markt: Einwohnerzahlen von 1869 bis 2025 | Aschbach-Markt: Einwohnerzahlen von 1869 bis 2025 | Aschbach-Markt: Einwohnerzahlen von 1869 bis 2025 |
| --------------------------------------------------- | ------------------------------------------------- | ------------------------------------------------- | ------------------------------------------------- | ------------------------------------------------- |
| Jahr                                                |                                                   |                                                   |                                                   | Einwohner                                         |
| 1869                                                | 1869                                              |                                                   | 2.498                                             | 2.498                                             |
| 1880                                                | 1880                                              |                                                   | 2.449                                             | 2.449                                             |
| 1890                                                | 1890                                              |                                                   | 2.506                                             | 2.506                                             |
| 1900                                                | 1900                                              |                                                   | 2.765                                             | 2.765                                             |
| 1910                                                | 1910                                              |                                                   | 2.843                                             | 2.843                                             |
| 1923                                                | 1923                                              |                                                   | 2.700                                             | 2.700                                             |
| 1934                                                | 1934                                              |                                                   | 2.862                                             | 2.862                                             |
| 1939                                                | 1939                                              |                                                   | 2.903                                             | 2.903                                             |
| 1951                                                | 1951                                              |                                                   | 2.824                                             | 2.824                                             |
| 1961                                                | 1961                                              |                                                   | 2.805                                             | 2.805                                             |
| 1971                                                | 1971                                              |                                                   | 3.082                                             | 3.082                                             |
| 1981                                                | 1981                                              |                                                   | 3.136                                             | 3.136                                             |
| 1991                                                | 1991                                              |                                                   | 3.213                                             | 3.213                                             |
| 2001                                                | 2001                                              |                                                   | 3.563                                             | 3.563                                             |
| 2011                                                | 2011                                              |                                                   | 3.660                                             | 3.660                                             |
| 2021                                                | 2021                                              |                                                   | 3.775                                             | 3.775                                             |
| 2025                                                | 2025                                              |                                                   | 3.796                                             | 3.796                                             |
| Quelle(n): Statistik Austria, Gebietsstand 1.1.2021 |                                                   |                                                   |                                                   |                                                   |

## Kultur und Sehenswürdigkeiten

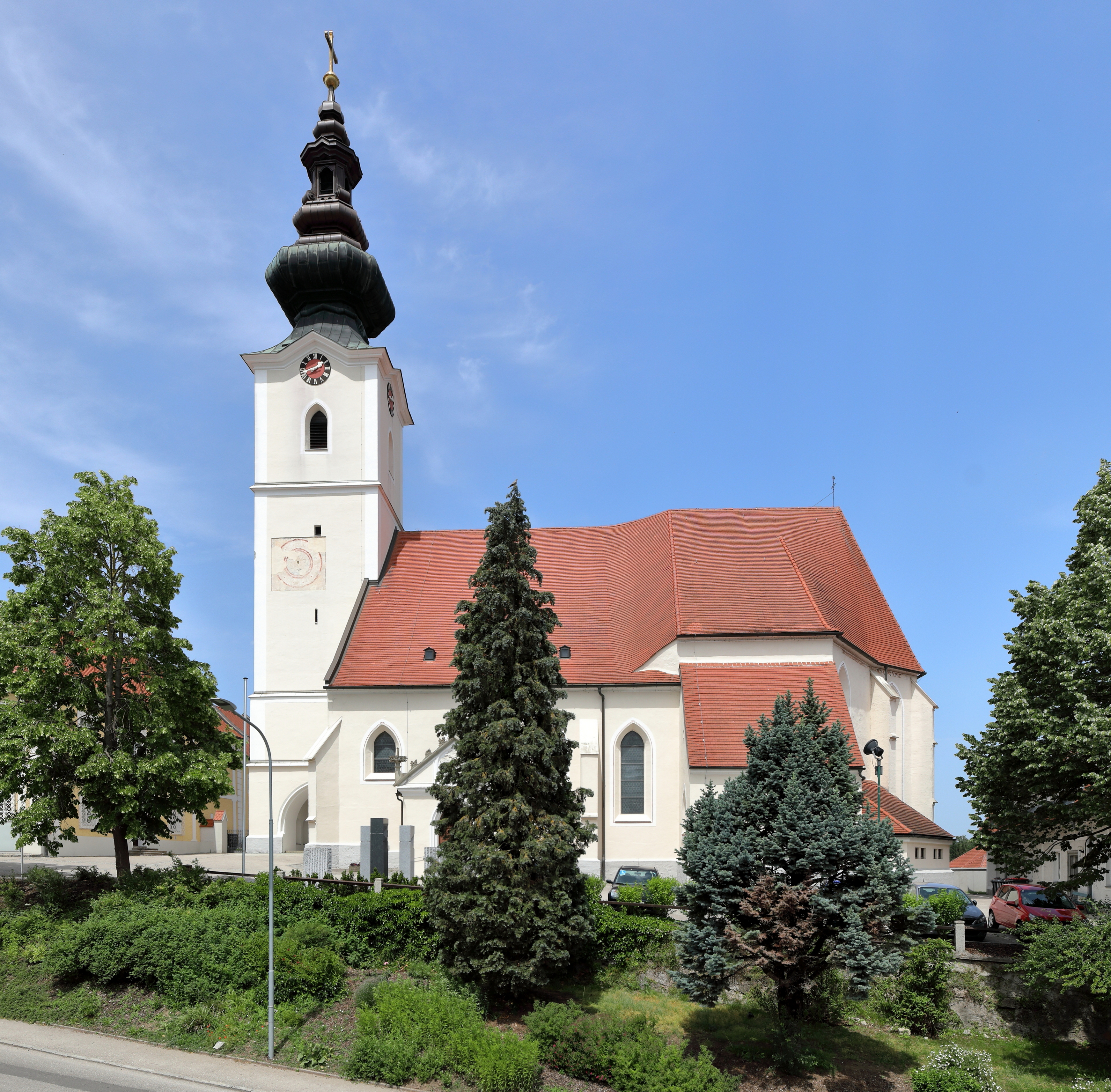
Pfarrkirche Aschbach-Markt

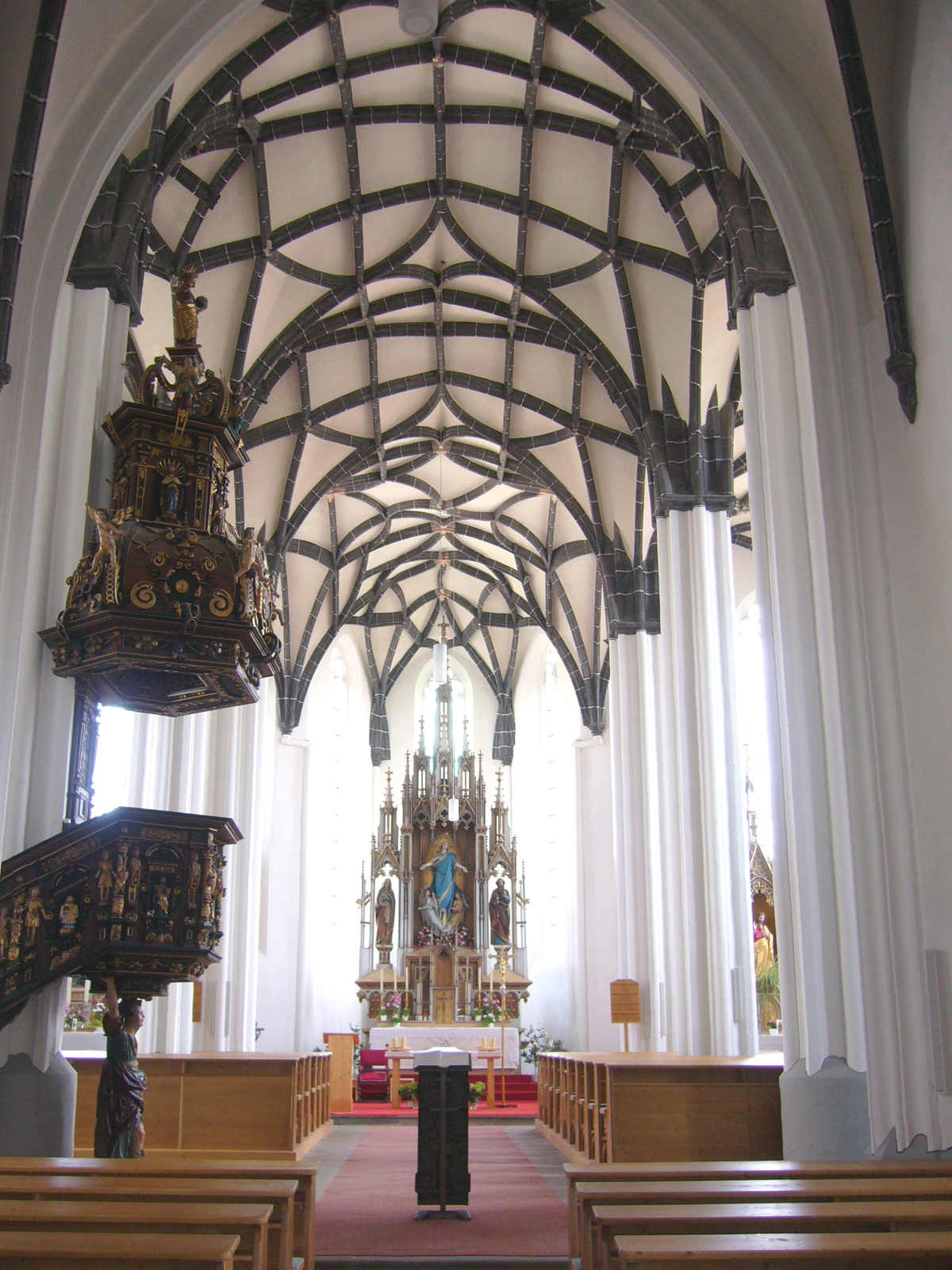
Wallfahrtskirche Krenstetten mit bemerkenswerter lichtdurchfluteter großer Chorhalle

### Bauwerke
- Katholische Pfarrkirche Aschbach-Markt hl. Martin
- Katholische Wallfahrtskirche Krenstetten Mariä Himmelfahrt: Jedes Jahr findet an jedem 13. von Mai bis Oktober in der Wallfahrtskirche Maria am Anger in Krenstetten die Fatimafeier statt.

### Vereine
- Das kulturelle Leben in Aschbach wird, so wie in vielen ländlichen Gemeinden, von dem Engagement einzelner Personen getragen. Besonders hervorzuheben ist dabei die Vorsitzende des Kulturausschusses, die Veranstaltungsreihen FIT (Frühlings Intensiv Tage) und AH-Abende (Aschbacher Herbst Abende) organisiert. Daneben tragen auch die Vereine, allen voran die Musikkapellen von Aschbach-Markt und Krenstetten, sowie die Chorvereinigung Musica Aspacensis wesentlich zur kulturellen Bereicherung bei. Die musikalische Ausbildung können Kinder und Erwachsene in der Musikschule Mostviertel erhalten.

## Wirtschaft und Infrastruktur

### Unternehmen
- Berglandmilch: größte Molkerei Österreichs
- Bau Pabst (Bauunternehmen)
- Starkl (Gärtnerei)
- Fuchsluger (Transporte)
- Hinterholzer (Erdbau)
- Brunmüller (Elektro)

### Tourismus und Freizeit

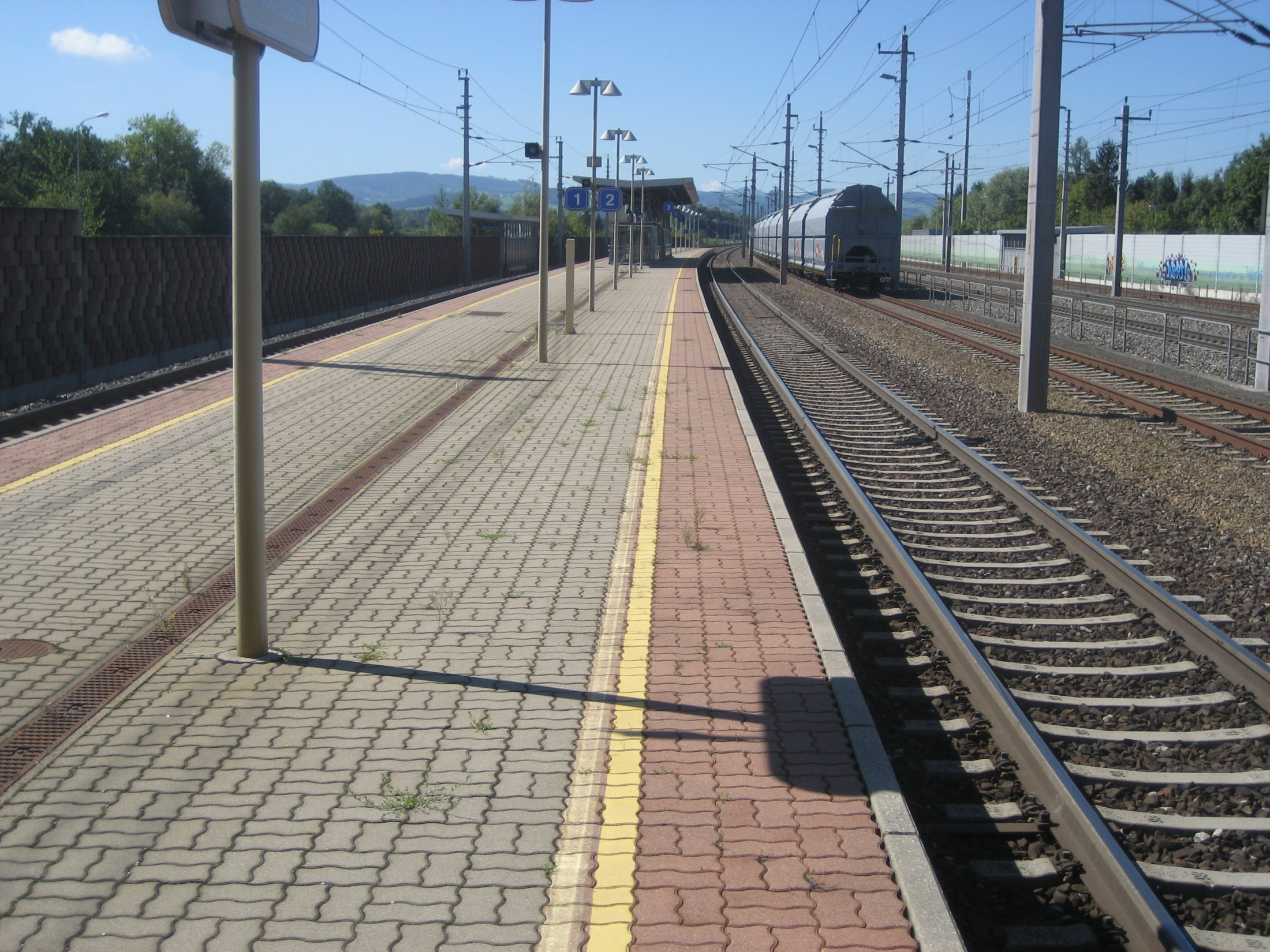
Bahnhof Aschbach

- Freibad Aschbach
- Radwege
- Sportanlagen
- Wanderwege

### Verkehr
- Westbahn: Aschbach liegt an der Westbahn
- Die Voralpen Straße B 122 verläuft südlich des Ortes

### Bildung
- Niederösterreichischer Landeskindergarten (I,II,III)
- Volksschule Aschbach
- Neue Mittelschule „Walther von der Vogelweide“[5]
- Mostviertler Montessori-Schule
- Musikschule Mostviertel

### Sicherheit
Im Gemeindegebiet von Aschbach gibt es drei Feuerwehren:
- Freiwillige Feuerwehr Aschbach
- Freiwillige Feuerwehr Aukental
- Freiwillige Feuerwehr Krenstetten

### Sport
Die Sportunion Aschbach hat rund 400 Mitglieder, die auf neun Sektionen verteilt sind: Fit+Gesund, Fußball, Kung Fu, Schi+Berg, Stocksport, Tennis, Tischtennis, Volleyball und Badminton.

## Politik

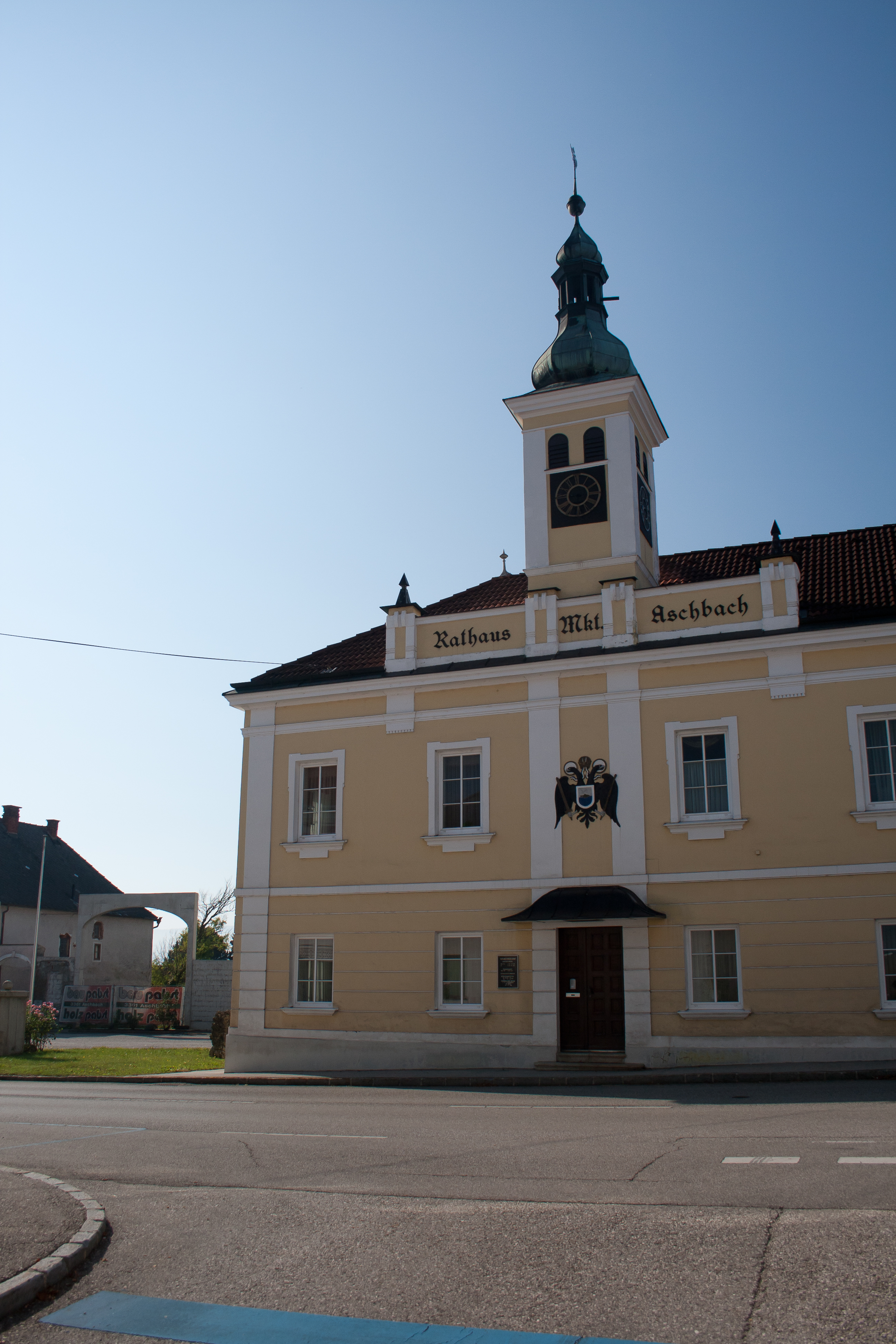
Rathaus

### Gemeinderat
Der Gemeinderat hat 23 Mitglieder.
- Nach den Gemeinderatswahlen in Niederösterreich 1990 hatte der Gemeinderat folgende Verteilung: 17 ÖVP, 5 SPÖ und 1 FPÖ.
- Nach den Gemeinderatswahlen in Niederösterreich 1995 hatte der Gemeinderat folgende Verteilung: 16 ÖVP, 4 SPÖ und 3 FPÖ.[7]
- Nach den Gemeinderatswahlen in Niederösterreich 2000 hatte der Gemeinderat folgende Verteilung: 17 ÖVP, 4 SPÖ und 2 FPÖ.[8]
- Nach den Gemeinderatswahlen in Niederösterreich 2005 hatte der Gemeinderat folgende Verteilung: 19 ÖVP und 4 SPÖ.[9]
- Nach den Gemeinderatswahlen in Niederösterreich 2010 hatte der Gemeinderat folgende Verteilung: 18 ÖVP und 5 SPÖ.[10]
- Nach den Gemeinderatswahlen in Niederösterreich 2015 hatte der Gemeinderat folgende Verteilung: 12 ÖVP, 7 Unabhängige Bürgerliste Aschbach (WIR), 2 SPÖ und 2 FPÖ.[11]
- Nach den Gemeinderatswahlen in Niederösterreich 2020 hatte der Gemeinderat folgende Verteilung: 17 ÖVP, 3 Unabhängige Bürgerliste Aschbach (WIR), 2 SPÖ und 1 FPÖ.[12]
- Nach den Gemeinderatswahlen in Niederösterreich 2025 hat der Gemeinderat folgende Verteilung: 17 ÖVP, 3 FPÖ, 2 Unabhängige Bürgerliste Aschbach (WIR) und 1 SPÖ.[13]

### Bürgermeister
- bis 2005 Josef Lettner (ÖVP)
- 2005–2015 Franz Kirchweger (ÖVP)
- seit 2015 Martin Schlöglhofer (ÖVP)

## Persönlichkeiten
- Ludwig Wagner († 1926), Politiker (CSP), Landtagsabgeordneter
- Josef Müller (1885–1954), Abt von Michaelbeuern, Pfarrer von Aschbach
- Franz Mayrhofer (1886–1962), (CSP/ÖVP) und Landwirt
- Marin Leovac (* 1988), Fußballspieler bei FK Austria Wien
- Tobias Winter (* 1993), Beachvolleyballspieler